# Potembouille
La potembouille est un plat de la région angevine, à l'origine « pot-en-bouille », « ragoût grossier ».
Il se compose de pommes de terre, de chou et des restes du garde-manger. L'essence de la potembouille réside dans la capacité d'improvisation du cuisinier (ou de la cuisinière) à utiliser différents ingrédients miscibles au niveau gustatif. Historiquement, la potembouille permettait aux familles de confectionner un plat riche, en utilisant des ingrédients inutilisés au cours de la saison.
1. ↑  Alain Rey, Dictionnaire historique de la langue française. Le Robert.